# Пуриновые основания
Пуриновые основания — органические природные соединения, производные пурина. К пуриновым основаниям относятся аденин, гуанин, которые входят в состав нуклеиновых кислот; продукт азотистого обмена — мочевая кислота; лекарственные вещества — кофеин, теобромин. Пуриновые основания играют важную роль в жизнедеятельности организмов.